# Ciclotizolam
Il ciclotizolam (WE-973) è uno psicofarmaco derivato delle tienotriazolodiazepine. È un agonista parziale per il sito delle benzodiazepine del recettore GABA A, con affinità di legame simile a composti correlati come il brotizolam, ma una bassa efficacia.